# Урусов, Дмитрий Семёнович
Князь Дмитрий Семёнович Урусов (10 февраля 1829 — 23 июля 1903, Санкт-Петербург) — русский шахматист, действительный статский советник, один из организаторов Петербургского общества любителей шахматной игры (1853), член комиссии по выработке уставов шахматной игры 1854 и 1857 гг.

## Биография
Представитель ярославской ветви рода Урусовых. Младший сын сенатора Семёна Никитича Урусова (1785—1857) от брака его с Анной Ивановной фон Маркшиц (1783—1848), выпускницей Смольного института. По отцу внук ярославского наместника Н. С. Урусова; по матери — датского архитектора, принятого на службу при Екатерине II. Родился в Петербурге, крещен 22 февраля 1829 года в Симеоновской церкви при восприемстве графа В. В. Орлова-Денисова и княгини Е. И. Урусовой.
Получил домашнее воспитание. Служил в лейб-гвардии Измайловском полку. В 1850 — 1860 гг. дружил с И. С. Тургеневым. Шахматист позиционного стиля; отличался упорством в защите трудных позиций и организации контратак. Выиграл матч у И. С. Шумова — 7 : 4 (1854).
В 1860 году в связи с женитьбой вышел в отставку в звании полковника и переехал в родовое имение Спасское, расположенное в Ярославском уезде. С 1870-х годов жил преимущественно в Ярославле.
В 1887—1890 служил председателем Ярославской губернской земской управы. В эту пору он отошёл от активной игры и лишь изредка состязался с братом Сергеем Урусовым. В период его председательствования в губернской управе в земстве не было непроизводительных расходов. Своим управлением Урусов стремился к рационализации и режиму экономии. По словам современника, он был человек взглядов просвещенных, твердый, по отношению к власти лояльный, и на таких, как он, власть могла опираться. Отличался большой горячностью на земских собраниях, его критика действий земских людей неизменно сопровождалась негодующими выкриками. Это, разумеется, не нравилось, и князя за такие выкрики не любили, но считались с ним.
Последние годы жизни жил с семьей в Петербурге, где и умер в 1903 году.

## Спортивные результаты
| Год  | Город     | Соревнование | + | − | = | Результат | Место |
| ---- | --------- | --- | - | - | - | --------- | ----- |
| 1852 | Петербург | Матч с К. А. Янишем | 0 | 2 | 0 | 0 : 2     |       |
|      | Петербург | Матч с И. С. Шумовым | 1 | 1 | 4 | 3 : 3     |       |
| 1853 | Петербург | Партии и небольшие матчи в Обществе любителей шахматной игры (противники — А. Д. Петров, К. А. Яниш, И. С. Шумов, В. М. Михайлов) |   |   |   |           |       |
| 1854 | Петербург | Матч с И. С. Шумовым | 7 | 4 | 0 | 7 : 4     |       |

## Семья

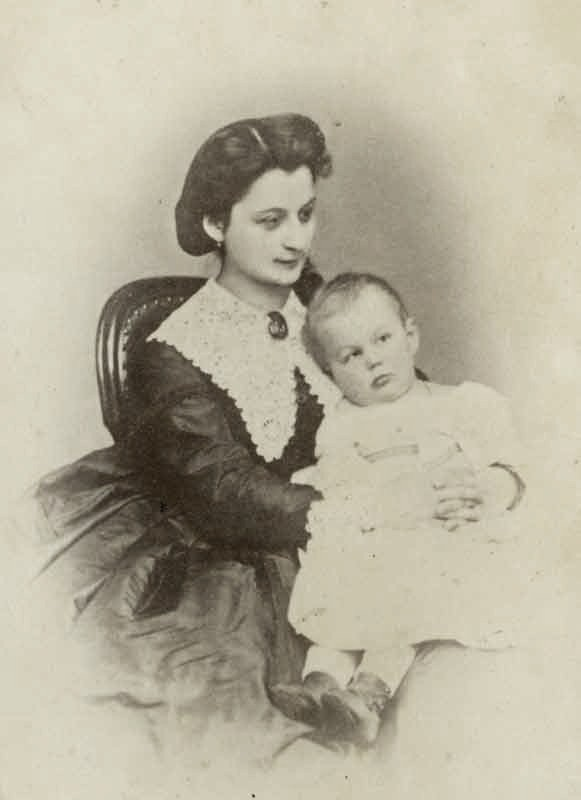
Варвара Силовна Урусова с сыном Сергеем

Жена (с 1860 года) — Варвара Силовна Баташёва (ум. 1905), дочь крупного землевладельца и рудопромышленника Силы Андреевича Баташёва (1794—1838) от брака его с Екатериной Сергеевной Благово (1811—1877).
По свидетельству современника, отличалась большою манерностью и жеманством, которыми подчеркивала свою деликатность и тонкость воспитания. Наружно княгиня была отменно набожная, но зла на язык. «Все косточки-то ближнего она перемоет. Всё-то подметит и всё осмеёт». Своё насмешливое злоязычие она передала и трем своим дочерям. «Насмешливые злючки-княжны были, за всем тем интересные и в девицах не засиделись». Дети:
- Сергей (1862—1937), товарищ министра внутренних дел.
- Варвара (1866—1952), жена члена Государственного совета Г. В. Калачова.
- Екатерина (1868—1930), жена директора департамента полиции А. А. Лопухина.
- Пётр (1869—1933), юрист, статский советник; женат на Наталье Владимировне Истоминой, оставившей воспоминания.
- Мария (1871—1963), в первом браке за В. М. Лопухиным, во втором — за М. А. Толстым.
- Дмитрий (1873—1935), унаследовал имение Спасское.
- Анна (1875— ?)
- Юрий (Георгий; 1878—1937), юрист, товарищ прокурора в Москве, женат на дочери графа Е. А. Салиас-де-Турнемир Евдокии Евгеньевне (1882—1939); их дочь — актриса Эда Урусова.
- Александр (1879—1917), преподавал историю, умер в тюрьме.